# Cerro La Peñuela
Cerro La Peñuela är ett berg i Mexiko.   Det ligger i kommunen Almoloya och delstaten Hidalgo, i den sydöstra delen av landet, 100 km öster om huvudstaden Mexico City. Toppen på Cerro La Peñuela är 3 369 meter över havet, eller 132 meter över den omgivande terrängen. Bredden vid basen är 2,0 kilometer.
Terrängen runt Cerro La Peñuela är huvudsakligen kuperad. Runt Cerro La Peñuela är det ganska tätbefolkat, med 52 invånare per kvadratkilometer. Närmaste större samhälle är Almoloya, 18,9 km väster om Cerro La Peñuela. Omgivningarna runt Cerro La Peñuela är i huvudsak ett öppet busklandskap.